# Lars Erik Lindell
Lars Erik Andreas Lindell, född 2 januari 1933 i Örnsköldsvik, död 17 april 2006 i Stockholm, var en svensk målare och grafiker.
Lindell studerade konst i Chicago, Indianapolis och Paris. Han har medverkat i utställningar i Sverige, England och USA. Hans konst består av surrealistiska och neorealistiska kompositioner i olja samt grafiska blad. Som illustratör har han illustrerat ett flertal av Barbro Lindells böcker.  

### Fotnoter
1. ↑  Libris